# Utrecht (province)
Pour les articles homonymes, voir Utrecht (homonymie).

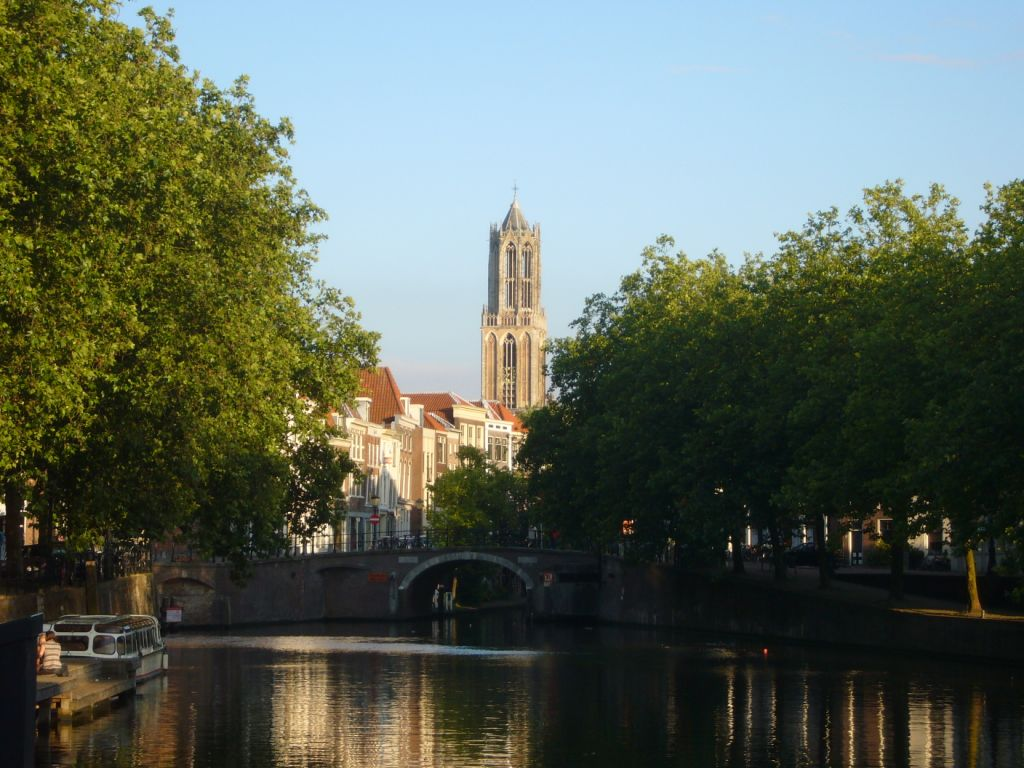
Tour de la cathédrale Saint-Martin et les canaux de la ville d'Utrecht.

La province d'Utrecht (en néerlandais : Provincie Utrecht, /ˌproːˈvɪnsi ˈytrɛxt/) est une province des Pays-Bas, située dans le centre du pays. Elle est bordée au sud-ouest par la Hollande-Méridionale, au nord-ouest par la Hollande-Septentrionale, au nord-est par le Flevoland et à l'est et au sud-est par la Gueldre. Comptant pour une superficie de 1 449 km2 environ 1,28 million d’habitants, elle est la moins étendue des douze provinces néerlandaises.
Elle est densément peuplée et fait partie de la Randstad. Son chef-lieu est la ville d'Utrecht, centre de la principauté épiscopale d'Utrecht, précurseuse de l’actuelle province.

## Communes de la province d'Utrecht
| - Amersfoort - Baarn - De Bilt - Bunnik - Bunschoten - Eemnes - Houten - IJsselstein - Leusden - Lopik - Montfoort - Nieuwegein - Oudewater | - Renswoude - Rhenen - De Ronde Venen - Soest - Stichtse Vecht - Utrecht - Utrechtse Heuvelrug - Veenendaal - Vijfheerenlanden - Wijk bij Duurstede - Woerden - Woudenberg - Zeist |

## Démographie
| Année (au 31 déc.) | 1960    | 1970    | 1980    | 1990      | 2000      | 2012      | 2013      |
| ------------------ | ------- | ------- | ------- | --------- | --------- | --------- | --------- |
| Population         | 686 577 | 810 876 | 907 729 | 1 026 841 | 1 117 997 | 1 245 294 | 1 253 672 |